# Estación de Torrassa
Torrasa (en catalán y oficialmente Torrassa) es una estación de las líneas 1, 9 y 10 del Metro de Barcelona.
La estación está situada debajo de la avenida de Cataluña, en el barrio de La Torrassa de Hospitalet de Llobregat y se inauguró en 1983.
El acceso dotado de ascensor y escaleras mecánicas se ubica en la avenida de Cataluña con la calle Almería, que se inauguró junto la puesta en marcha de la línea 9 en 2016.
Está proyectado con el soterramiento de las dos líneas de Rodalies de Catalunya que fracturan y dividen la ciudad (Líneas de Vilanova y Línea de Vilafranca), la construcción de una estación central en esta estación donde pararán las líneas R1, R2, R3, R4 y R12 de Rodalies de Catalunya. La construcción de dicha estación ha quedado sin fecha alguna de inicio de obras. 
La futura estación de la Torrassa será una de las más importantes de Cataluña por número de usuarios y en ella se podrá hacer trasbordo entre las líneas de cercanías que pasan por las actuales estaciones de Bellvitge y Hospitalet, así como con la línea 1, 9 y 10 del metro. El 12 de febrero de 2016 se puso en marcha la línea 9, mientras que la línea 10 llegó el 8 de septiembre de 2018.
| << cabecera                                             | < estación       | línea  | estación >    | cabecera >>                                                                                 |
| ------------------------------------------------------- | ---------------- | ------ | ------------- | ------------------------------------------------------------------------------------------- |
| Metro                                                   |                  |        |               |                                                                                             |
| Hospital de Bellvitge                                   | Florida          |        | Santa Eulàlia | Fondo                                                                                       |
| Aeroport T1                                             | Can Tries-Gornal |        | Collblanc     | Zona Universitària Can Zam                                                                  |
| ZAL - Riu Vell Pratenc (20??)                           | Can Tries-Gornal |        | Collblanc     | Collblanc Gorg                                                                              |
| Rodalies de Catalunya                                   |                  |        |               |                                                                                             |
| Molins de Rey Hospitalet                                | Hospitalet       | (2030) | Sants         | Mataró Calella Blanes Massanet-Massanas                                                     |
| Castelldefels                                           | Bellvitge        | (2030) | Sants         | Granollers                                                                                  |
| Aeropuerto                                              | Bellvitge        | (2030) | Sants         | San Celoni Massanet-Massanas                                                                |
| San Vicente de Calders Villanueva y Geltrú              | Bellvitge        | (2030) | Sants         | Estación de Francia                                                                         |
| Hospitalet                                              | Hospitalet       | (2030) | Sants         | Granollers-Canovellas La Garriga Vich Ripoll / Ribas de Freser Puigcerdá / Latour-de-Carol1 |
| San Vicenç de Calders Villafranca del Panadés Martorell | Hospitalet       | (2030) | Sants         | Tarrasa Manresa                                                                             |
| Hospitalet                                              | Hospitalet       | (2030) | Sants         | Figueras Port-Bou                                                                           |
| 1. Regionales cadenciados                               |                  |        |               |                                                                                             |